# Istočni pauwasi jezici
Istočni pauwasi jezici (privatni kod: epaw) malena skupina od tri papuanska jezika koja zajedno sa zapadnopauwaskim jezicima čini porodicu pauwasi. Obuhvaća (3) jezika u Indoneziji na otoku Nova Gvineja.
Predstavnici su: 
- emumu ili Emem [enr], 2,000 (2005 SIL);
- yafi ili zorop [wfg] 230 (2005 SIL);
- karkar-yuri [yuj] 1.140 (1994 SIL). Ovaj posljednji prije se vodio kao izolirani jezik[2]

## Vanjske poveznice
- Ethnologue (14th)
- Ethnologue (15th)